# Lyrical Sympathy -Live-
Lyrical Sympathy -Live- es un álbum en vivo de la banda japonesa Versailles ~Philharmonic Quintet~, lanzado el 1 de septiembre de 2010, junto con el álbum Noble -Live-. Corresponde al concierto realizado en el Shibuya C.C.Lemon Hall el 23 de diciembre de 2008 que llevó por nombre "Tour Final 08 - Chateau de Versailles", del cual se editó un DVD con el mismo título lanzado el 20 de mayo de 2009. Incluye las versiones en vivo de las canciones del EP Lyrical Sympathy, y como bonus la versión original de "Sforzando", la cual había sido lanzada en la compilación Cross Gate 2008 -Chaotic Sorrow- realizada por Sherow Artist Society y Under Code Production.
Alcanzó el número # 123 en el ranking del Oricon Albums Weekly Chart.

## Lista de canciones
| CD  |                                  |        |        |          |  |
| N.º | Título                           | Letras | Música | Duración |  |
| 1.  | «Intro»                          |        | Kamijo | 1:12     |  |
| 2.  | «The Love from a Dead Orchestra» | Kamijo | Kamijo | 8:44     |  |
| 3.  | «Shout & Bites»                  | Kamijo | Kamijo | 4:01     |  |
| 4.  | «Beast of Desire»                | Kamijo | Hizaki | 4:37     |  |
| 5.  | «Forbidden Gate»                 | Kamijo | Hizaki | 4:41     |  |
| 6.  | «The Red Carpet Day»             | Kamijo | Teru   | 5:38     |  |
| 7.  | «Sympathia»                      | Kamijo | Hizaki | 6:16     |  |
| 8.  | «Sforzando -Original Version-»   | Kamijo | Kamijo | 4:57     |  |